# Паравичини, Оттавио
Оттавио Паравичини (итал. Ottavio Paravicini; 11 июля 1552, Рим, Папская область — 3 февраля 1611, там же) — итальянский куриальный кардинал. Епископ Алессандрии с 5 марта 1584 по 10 мая 1596. Апостольский нунций в Швейцарии с 15 августа 1587 по 20 июня 1591. Камерленго Священной Коллегии Кардиналов с 7 января 1608 по 12 января 1609. Кардинал-священник с 6 марта 1591, с титулом церкви Сан-Джованни-а-Порта-Латина с 20 ноября 1591 по 9 марта 1592. Кардинал-священник с титулом церкви Сан-Алессио c 9 марта 1592 по 3 февраля 1611.